# Lucas Point
Der Lucas Point ist eine Landspitze an der Nordküste Südgeorgiens. Sie markiert die Westseite der Einfahrt zur Rookery Bay.
Der Name der Landspitze erscheint erstmals auf einer Landkarte der britischen Admiralität aus dem Jahr 1930. Vermutlicher Namensgeber ist vermutlich die Lucas-Lotmaschine der britischen Telegraph Construction and Maintenance Company, die zu jener Zeit bei Tiefenlotmessungen im Einsatz war.